# اوکتابرمو دی فنیل اتر
اوکتابرمو دی فنیل اتر (به انگلیسی: Octabromodiphenyl ether) با فرمول شیمیایی C۱۲H۲Br۸O یک ترکیب شیمیایی است. که جرم مولی آن 801.31 g/mol می‌باشد. شکل ظاهری این ترکیب، جامد سفید است.